# Зачорна
Зачорна (біл. вёска Зачорная) — село в складі Вілейського району Мінської області, Білорусь. Село підпорядковане Хотеньчицькій сільській раді, розташоване в північній частині області.

## Історія
У 1921–1945 роках село знаходилось у Польщі, у Вільнюській воєводстві, Вілейського повіту, гміні Хотеньчиці.

## Населення
- 1921 рік - 39 люди, 4 будинки[1]
- 1921 рік - 110 люди, 19 будинки[2].
- 1931 рік - 112 люди, 17 будинки[3].